# Dracula – The Original Living Vampire
Dracula – The Original Living Vampire ist ein US-amerikanischer Horrorfilm aus dem Jahr 2022 von Maximilian Elfeldt.

## Handlung
In letzter Zeit kamen mehrere junge Frauen auf grausame Art und Weise ums Leben. Detektivin Amelia Van Helsing erhält von Captain Renfield den Auftrag, die Morde aufzuklären und den Schuldigen zu stellen. Erster Untersuchen eine offensichtliche Gemeinsamkeit unter den Toten: alle Frauen waren rothaarig und hatten Einstichstellen am Hals. Jede von ihnen wurde komplett blutleer aufgefunden. Pathologe Jonathan Harker stellt daher die Hypothese auf, dass man es beim Verbrecher mit einem übernatürlichen Wesen, einem Vampir, zu tun haben könnte.
Amelias Geliebte Mina Murray wurde in ihrem Job befördert und erhält die Aufgabe, ein Anwesen für den charmanten Mann, den Grafen Dracula, zu finden. Während ihren Ermittlungen kommt nun auch Amelia zum Schluss, dass es sich beim Mörder um einen Vampir handeln muss. Tatsächlich findet sie heraus, dass es sich bei dem Grafen namens Dracula um den gesuchten Vampir handeln muss. Dieser hat sich allerdings abgesetzt und ist nicht auffindbar. Dracula sucht die Reinkarnation seiner einst verlorenen Liebe und ist der Meinung, dass es sich bei Mina um eben diese Reinkarnation handelt. Eines Tages muss Amelia feststellen, dass Mina verschwunden ist. Daher beschließt sie, Dracula zu finden und ihn zu vernichten.

## Hintergrund

### Produktion
Jake Herbert feiert in diesem Film sein Filmschauspieldebüt in der titelgebenden Hauptrolle des Dracula. Seine Widersacherin wird von Christine Prouty verkörpert. Die Dreharbeiten fanden hauptsächlich in Belgrad in Serbien statt und viele Nebenrollen, unter anderen auch die Opfer des Vampirs, wurden mit serbischen Schauspielerin oder Models, besetzt.
Der Film ist ein Mockbuster zu Morbius aus demselben Jahr.

### Veröffentlichung
Der Film feierte seine Premiere in den USA am 28. Januar 2022. In Deutschland erfolgte die Ausstrahlung als Video-on-Demand am 14. Juli 2022. Am 22. Juli 2022 startete der Film in Deutschland in den Videoverleih.

## Rezeption
Auf Moria Reviews wird kritisiert, dass nicht eindeutig erkennbar wird, zu welcher Zeit und an welchem Ort die Handlung stattfindet. So sind zwar im Hintergrund Pferde und Kutschen zu hören, aber niemals zu sehen. Auch wechselt sich elektronische Beleuchtung mit einfachen Kerzen ab. Als gewagt wird die lesbische Beziehung zwischen Amelia Van Helsing und Mina Murray beschrieben.
Jim Morazzini für Voice from the Balcony hat ebenfalls Probleme, den Film zeitlich einzuordnen und vermutet aufgrund der Bühnenbilder das Szenario „aus der Zeit der Jahrhundertwende“, vom 19. Jahrhundert ins 20. Jahrhundert, da auch die Dialoge altmodisch klängen. Allerdings wäre eine offen lesbische Beziehung problematisch gewesen. Morazzini kritisiert das Drehbuch, dass sich nicht entscheiden kann, ob es eine „Komödie voller stöhnender Einzeiler oder um einen ernsthaften Vampirfilm“ handelt. Über Hauptdarsteller Jake Herbert schreibt er, dass er „einer der unglaublich langweiligsten Draculas“ sei, die er je gesehen hätte und das er ihn an einen „Sänger einer 80er-Jahre-Hair-Metal-Band“ erinnere. Sein Schauspiel wird als „nicht gruselig“, „nicht bedrohlich“ sowie uncharismatisch beschrieben und Morazzini  ist der Meinung, dass die Hauptrolle für Herbert zu früh kam. Final erhält der Film 1,5 von 5,0 möglichen Sternen.
Im Audience Score, der Zuschauerwertung auf Rotten Tomatoes, hat der Film bei weniger als 50 Abstimmungen eine Wertung von 25 %. In der Internet Movie Database hat der Film bei über 550 Stimmabgaben eine Wertung von 2,7 von 10,0 möglichen Sternen (Stand: April 2024).